# Eniaetok
Eniaetok (auch: Eniaidokku, Eniaidokku-tō, Enlaidokku Island, Enuwatlok) ist ein Motu des Rongelap-Atolls der pazifischen Inselrepublik Marshallinseln.

## Geographie
Eniaetok liegt am östlichen Arm des Atolls. Sie ist eines der größeren Motu des Atolls. Von dort verläuft die Riffkrone nach Süden bis zur nächsten namhaften Insel: Rugoddagai. Die Insel ist unbewohnt und seit dem Kernwaffentest der Bravo-Bombe atomar verseucht.